# Moor End Castle
Moor End Castle var ett slott i Storbritannien.   Det ligger i grevskapet Northamptonshire och riksdelen England, i den södra delen av landet, 80 km nordväst om huvudstaden London. Moor End Castle ligger 97 meter över havet.
Terrängen runt Moor End Castle är platt. Runt Moor End Castle är det tätbefolkat, med 343 invånare per kvadratkilometer. Närmaste större samhälle är Northampton, 17,3 km norr om Moor End Castle. Trakten runt Moor End Castle består till största delen av jordbruksmark.